# 人間宣言
人間宣言（にんげんせんげん）は、連合国占領下の日本で1946年（昭和21年）1月1日に昭和天皇が発した詔書の俗称。新日本建設に関する詔書（しんにっぽんけんせつにかんするしょうしょ）。
正式名称は「新年ニ當リ誓ヲ新ニシテ國運ヲ開カント欲ス國民ハ朕ト心ヲ一ニシテ此ノ大業ヲ成就センコトヲ庶幾フ」（しんねんニあたリちかいヲあらたニシテこくうんヲひらカントほっスこくみんハちんトこころヲいつニシテこノたいぎょうヲじょうじゅセンコトヲこいねがフ）である。

## 勅書の概要
「人間宣言」により、昭和天皇は、『天皇を現御神（アキツミカミ）とするのは架空の観念である』と述べ、自らの神性を否定した。ただし、「人間宣言」は二の次で、日本の民主主義は日本に元々あった『五箇条の御誓文』に基づいていることを示すのが、昭和天皇による詔書の主な目的だった。
「人間宣言」とされる記述は以下の通りである。
現代語訳
「人間宣言」とされる記述は以下のように英訳される。
「人間宣言」とされる部分については最終段落の数行のみで、詔書の6分の1しかない。その数行も事実確認をするのみで、特に何かを放棄しているわけではなく、天皇と国民の絆に関する文章があるものの、天皇が人間であることを宣言する文言はない。
「人間宣言」では、「天皇の祖先が日本神話の神であること」を否定していない。歴代天皇の神格も否定していない。神話の神や歴代天皇の崇拝のために天皇が行う神聖な儀式を廃止するわけでもなかった。

## 起草の経緯
1945年（昭和20年）7月のポツダム宣言受諾による日本の降伏から4か月余り、日本はGHQの占領下にあるとはいえ、大日本帝国憲法の施行下にあった。
同年12月15日、GHQの民間情報教育局 (CIES) 宗教課は、国家ないし政府が神道を支援・監督・普及することを禁止する「神道指令」を発した。さらに、「天皇は他国の元首より秀でた存在で、日本人は他の国民より優れている」といった教説を教えることを非合法化した。しかし、天皇が皇居で執り行う神道に基づく宗教儀式（宮中祭祀）はあくまで私的な事柄とされて、禁止されなかった。占領当局は天皇自身で自分の神格を否定してほしいと期待したため、神道指令では天皇の神格について言及しなかった。自分を神と主張したことのない昭和天皇は、占領当局の意向に同意した。
宮内省（後に宮内府、現在の宮内庁へ改編）は、学習院に英語教師として赴任していたレジナルド・ブライスに、占領当局が納得するような案文を練るよう依頼した。ブライスはGHQの教育課長で日本文化の中でも俳句の造詣が深かったハロルド・ヘンダーソンに相談し、二人は人間宣言の案文を作成した。
- 12月23日、昭和天皇は、木下道雄侍従次長に対し、前日進講した板沢武雄・学習院教授の講義の内容について語った。板沢の講義は「マッカーサー司令部の神道に関する指令について」と題するもので、昭和天皇が語ったところによれば、最後の結びの言葉は「この司令部の指令は、顕語を以て幽事を取り扱うものでありまして、譬えて申しますならば、鋏を以て煙を切るようなものと私は考えております」というものだった[10]。また、昭和天皇は、興味を引いた点について、「後水尾帝御病にて疚（きゅう）の必要ありしも、現神には疚を差上ぐる訳には行かぬと云う所から御譲位の上、治療を受け給いしこと」、「徳川氏が家康を東照宮と神格化し、家康の定めたることは何事によらず神君の所定となし、改革を行わず、時のよろしきに従う政事を行わず、遂に破局に至りしこと」、「幽顕二界のこと。謡曲の発達、君臣の濃情を言い現わせる謡曲はかえって皇室衰微の時代に発達せること。顕界破れて幽界現われたること」の3点を挙げた。また、天皇は、23日にマッカーサー司令部の高級幕僚たちと鴨猟を行う予定であった石渡荘太郎・宮内大臣に命じて、板沢の話を高級幕僚たちにも聞かせようと考えたが、石渡がすでに鴨場へ出発していたため断念した[11][12]。
- 12月24日、昭和天皇は幣原喜重郎内閣総理大臣を召して、「ご病気の後水尾天皇が側近に医者を要請されたところ、医者の如き者が玉体にふれることは、汚らわしいとの理由でおみせしなかったそうだ。同天皇はみすみす病気が悪化して亡くなられた」という歴史的実例を挙げて、神格化の是非について暗示した。また、昭和天皇は、「（自身の祖父にあたる）明治天皇の五箇条の御誓文を活用したい」とも話した。これに対し幣原は「これまで陛下を神格化扱いしたことを、この際是正し改めたいと存じます」と答え、昭和天皇は静かに肯定し「昭和21年（1946年）の新春には一つそういう意味の詔書を出したいものだ」と言った[13]。
- 12月25日、昭和天皇は、拝謁した木下侍従次長に対し、「木下は昨日留守なりしが、大臣（石渡宮内大臣）より大詔渙発のことは、幣原がこれは国務につき是非内閣に御任せを願うとの希望を聞き、幣原を呼び、これを伝えた。Mac（マッカーサー司令部）の方では内閣の手を経ることを希望せぬ様だ。これは一つには外界に洩れるのを恐れる為ならん」と語った[11][14]。
- 12月25日以降、幣原自身が前田案をもとに英文で原案を作成し[15]、秘書官に邦訳を命じた。推敲は前田多門文相、次田大三郎書記官長、楢橋渡法制局長官等で行った。過労の幣原に代わり、前田文相が天皇に会い、天皇から「五箇条の御誓文」付加の要請を受ける。マッカーサーにも案文を示す[11]。
- 12月29日、木下道雄侍従次長は原案に手を入れた。「（総理または文部か？）大臣は現人（あきつかみ）と云う言葉も知らぬ程国体については低能である」「文体が英語の翻訳であるから徹頭徹尾気に入らぬ」と感想を述べたうえ「日本人が神の裔なることを架空と云うは未だ許すべきもEmperorを神の裔とすることを架空とすることは断じて許し難い。そこで予はむしろ進んで天皇を現御神（あきつみかみ）とする事を架空なる事に改めようと思った。陛下も此の点は御賛成である」として別案を作り、石渡宮相・前田文相に示した。別案は天皇が神の末裔であることを否定するものでなく、「現御神」であることを否定するものであった[11][2]。
- 12月30日、木下は石渡が手を入れた木下案を次田に渡し、閣議で検討された。同日午後4時30分、岩倉書記官が閣議案を木下の元に持参した。木下は更に手を入れ、天皇に中間報告を行い、閣議に戻した。5時30分、前田文相が天皇に会い、文案の許可を得た。午後9時、正式書類が整い、完成した[11]。
- 12月31日（大晦日）、幣原の意を受けて前田文相は木下侍従次長を訪問し、マッカーサーに案文を示した天皇が神の末裔であることを否定する内容の復元を求めた。木下は侍従長とともにこれに同意し、昭和天皇に報告した。天皇も天皇が神の末裔であることを否定する内容への変更の許可を与えた。また、天皇は、首相がマッカーサーとの信義を重んじて詔書の修正を願い出たことについて、嘉賞の言葉を与えた[11]。

しかし、日本語で発表されたものは「天皇が神の末裔であることを明確に否定」したものではなく、あくまで「現御神（現人神）であることを否定」するものであった。これに対し、原案の英文は「the Emperor is divine」を否定するものであった。ただし、「divine」は王権神授説などで用いられる「神」の概念である。
英文の詔書は2005年（平成17年）に発見され、2006年（平成18年）1月1日付の毎日新聞で発表された。渡辺治は同紙に以下のコメントを寄せている。

## 社会的影響
この詔書は、日本国外では「天皇が神から人間に歴史的な変容を遂げた」として歓迎された。退位と追訴を要求されていた昭和天皇の印象も好転した。しかし、日本人にとって当たり前のことを述べたにすぎなかったため、日本ではこの詔書がとりわけセンセーションを巻き起こすようなことはなかった。
1946年（昭和21年）1月1日、この詔書は新聞各紙の第一面で報道された。朝日新聞の見出しは、「年頭、国運振興の詔書渙発（かんぱつ）　平和に徹し民生向上、思想の混乱を御軫念（ごしんねん）」だった。毎日新聞は、「新年に詔書を賜ふ　紐帯は信頼と敬愛、朕、国民と供にあり」だった。新聞の見出しでは神格について触れておらず、日本の平和や天皇は国民と共にあるといったことを報道するのみだった。天皇の神格否定はニュースとしての価値が全くなかったのである。
1946年（昭和21年）5月に起きたプラカード事件では、「ポツダム宣言」の受諾及び「人間宣言」と関連して不敬罪はなお有効か問題となった。大日本帝国憲法第3条は「天皇ハ神聖ニシテ侵スヘカラス」と定めており、これは君主の政治的無答責を定めたものとされるが、天皇の神格化に利用され、現人神たる天皇の尊厳を害するとみなされた行為は、刑法の不敬罪によって処罰されたからである。結局、最高裁判所は天皇の憲法上の地位に触れることなく、日本国憲法公布に伴う大赦令により免訴と判決した（最高裁判所大法廷判決1948年（昭和23年）5月26日）。

## 詔書の起草に関わった人物の見解

### 昭和天皇
昭和天皇は、公的に一度も主張しなかった神格を放棄することに反対ではなかった。しかし、天皇の神聖な地位のよりどころは日本神話の神の子孫であるということを否定するつもりもなかった。実際、昭和天皇は自分が神の子孫であることを否定した文章を削除した。さらに、五箇条の御誓文を追加して、戦後民主主義は日本に元からある五箇条の御誓文に基づくものであることを明確にした。これにより、人間宣言に肯定的な意義を盛り込んだ。1977年（昭和52年）の記者会見にて、昭和天皇は「神格の放棄はあくまで二の次で、本来の目的は日本の民主主義が外国から持ち込まれた概念ではないことを示すことだった」と述べた。

#### 詔書草案と五箇条の御誓文
昭和天皇は、この詔書を発表して31年後の1977年（昭和52年）8月23日の会見で記者の質問に対し、GHQの詔書草案があったことについて、「今、批判的な意見を述べる時期ではないと思います」と答えた。
また、詔書の冒頭に五箇条の御誓文が引用されたことについて、以下のような発言をした。
この発言により、この詔書がGHQ主導によるものか、昭和天皇主導によるものかという激しい議論が研究者の間で起こった。その後の1990年（平成2年）に前掲の『側近日誌』が刊行され、GHQ主導によるものとしてほぼ決着した。
また、昭和天皇が1977年（昭和52年）になって詔書の目的について発言したのは、人間宣言をした昭和天皇を厳しく非難し、1970年（昭和45年）に自決した三島由紀夫へ意を及ぼしたためではないかとする指摘がある。

### 侍従長・藤田尚徳
当時、侍従長であった藤田尚徳は「英語で起草された文を和訳した経緯もあり風変わりな詔書となったが、昭和天皇の真意を示すことができた」と述べている。また藤田は、「明治維新と個性有る明治天皇の登場により、明治以降天皇は人間として尊敬されていたが、大正末期から国の政策として天皇の神格化が行われるようになり、昭和天皇はこれを嫌悪していた」という見解を示している。

### 侍従次長・木下道雄
原案を見た木下道雄によれば、当初「日本人を以て神の裔なりしと他の民族に優越し世界を支配すべき運命を有すとの架空なる観念」との文章をマッカーサーが「日本人」を「Emperor」と書き改めた箇所について、木下道雄は「日本人が神の裔なることを架空と云うは未だ許すべきも、Emperorを神の裔とすることを架空とすることは断じて許し難い」として「そこで予はむしろ進んで天皇を現御神（あきつかみ）とする事を架空なる事に改めようと思った。陛下も此の点は御賛成である。神の裔にあらずという事には御反対である。」とし、修正案を持って石橋大臣、前田文相を訪れ意見を伝えたという。

### 内閣総理大臣・幣原喜重郎
内閣総理大臣の幣原喜重郎は英文による起草にあたり、イギリスのバプテスト教会の教役者であるジョン・バニヤンの『天路歴程』（1684年）も引用した。この書籍はプロテスタント世界で最も多く読まれた宗教書であると言われているが、人間宣言の「我国民ハ動（やや）モスレバ焦躁ニ流レ、失意ノ淵ニ沈淪セントスルノ傾キアリ」のくだりは、天路歴程の「the Slough of Despond」という句が和訳されたものである。

### 文部大臣・前田多門
文部大臣・前田多門は、学習院院長・山梨勝之進と総理大臣・幣原喜重郎とともに、人間宣言の案文に目を通し、吟味した日本の要人である。また、クェーカー教（プロテスタントのフレンド派）の信徒であり、多数の日本人クリスチャンと同様に天皇を尊崇していた人物である。1945年（昭和20年）12月、「天皇は神である」と、帝国議会の質疑応答で答弁した。「西欧的な概念の神ではないが、『日本の伝統的な概念で、この世の最高位にあるという意味で』は神である」と答弁している。

### 連合国軍最高司令官ダグラス・マッカーサー
1946年（昭和21年）1月1日、連合国軍最高司令官ダグラス・マッカーサーはこの詔書に対する声明を発表し、天皇が日本国民の民主化に指導的役割を果たしたと高く評価した。また、「自由主義的な方向で未来を捉える姿勢」（his stand for the future along liberal lines）を明らかにしたと述べ、歓迎した。

## 後世の論評・注釈
三島由紀夫は、「僕は、新憲法で天皇が象徴だということ（日本国憲法第1条）を否定しているわけではないのですよ。僕は新憲法まで天皇がお待ちになれず、人間宣言が出たということを残念に思っているのです。いかなる強制があろうとも」 と述べた。
大原康男は「日本語の「且」には並列的意味のほかに「その上に」という添加的な意味もある」ことを指摘し、「その上に」という意味にとれば、「架空ナル観念」とされたのは、「天皇ヲ以テ現御神トシ」ということ自体ではなく、それに「日本国民ヲ以テ他ノ民族ニ優越セル民族ニシテ、延テ世界ヲ支配スベキ運命ヲ有ス」ということが加えられたことと解釈できると述べている。同様のことは、伊藤陽夫も「動ぎなき天皇国日本」（展転社）で主張している。また、皇室では元旦の宮中祭祀のために通例は詔書が出されなかった事を指摘し、さらにこの詔書はGHQによるものであることを検証し、日本人の神観念・天皇観を根底から変革した「人間宣言」の無効を主張している。
東郷茂彦は大原や伊藤と同様の解釈に立ちながらも、侍従次長の木下道雄の『側近日記』の記述を根拠として昭和天皇自身も「過度の神格化」を否定することを希望してはいたが、詔書の文面に限定句がないままに「現御神」と書かれてしまったことで、詔書の本来の趣旨であった「過度の神格化」を飛び越えて天皇の神性を否定する解釈が生まれてしまったとする。また、東郷は昭和天皇がこの神性の否定という解釈を否定する機会（例えば、1977年8月23日の那須御用邸での会見）がありながらそれに触れなかったのは、自分が神の末裔であることを表明し、更にこの国のあり方を表に出して述べることは、昭和天皇が戦前から貫いてきた立憲君主としての信念に相反するとの考えがあったからではないか、と推測する。
憲法学者の芦部信喜は、「明治憲法の天皇制と日本国憲法の天皇制とでは、原理的に大きな違いがある」とし、「明治憲法においては、天皇は神聖不可侵の存在とされ、天皇の尊厳を侵す行為は不敬罪…によって重く処罰された」が、戦後は、天皇の「人間宣言」によって「天皇の神格性が否定されるとともに、不敬罪は廃止され、日本国憲法では天皇を神の子孫として特別視する態度はとられていない」との「性格の相違」があることを理由の一つに挙げた。また、同じく憲法学者の宍戸常寿は、この詔書を天皇が「自らの神性を否定した」ものとし、「人間宣言」の一節は「国体観念、ひいては憲法原理の転換に大きな影響を与えた」とする。